# محمد فرخي اليزدي
محمد بن محمد إبراهيم اليزدي اشتهر بتخلُّصه فَرُّخي ونسبه اليَزدي (1889 - 18 أكتوبر 1939) سياسي وشاعر وصحفي إيراني. يعتبر من الشعراء البارزين خلال فترة الحركة الدستورية واشتهر بأشعاره الوطنية المناهضة للحكومة واستبداد وكانت حياته مفعمة بالنشاط الأدبي والسياسي في إيران، وسجن حتى أخر عمره ومات داخل مستشفى السجن.

## سيرته
ولد ميرزا محمد بن محمد إبراهيم اليزدي عام 1889 في مدينة يزد في عائلة من الطبقة العاملة ونشأ في الفقر. اشتغل كعامل بعد انتهاء دراسته وبدأ ينظم الشعر وهو طالب. طرد من المدرسة بسبب أشعاره في النقد المدرسون. انضم إلى الليبراليين خلال الحركة الدستورية الإيرانية.

وفي نوروز عام 1911 قال شعراً انتقد فيه حاكم يزد وتمت قراءة هذا الشعر في مجمع الحزب الديمقراطي في يزد فوصل الخبر إلى الحاكم فأمر أن يخاط فمه فخيط وأُلقي في السجن، وأثار ذلك العمل الأحرار/الليبراليين فاتصلوا بنواب المجلس فغضبوا بسبب ذلك العمل وانتقدوا وزير الداخلية الذي كذّب ذلك، إلا أن آثار تلك الجريمة كانت واضحة فوق شفتي فرخي وفمه.
سكن طهران بعده وقام بنشر مقالاته وأشعاره في الصحف. ثم هاجر إلى العراق خلال الحرب العالمية الأولى وسكن بغداد وكربلاء.
أسس الجريدة طوفان في 1922 وقد تم حظر الصحيفة عدة مرات وعلى الرغم من هذا دخل إلى السنة الثامنة من نشرها.
انتخب نائباً عن يزد في الدورة السابعة لمجلس الشورى الإيراني.
اتهم بـ«الإساءة إلى مقام جلالة الملك» وحكم عليه بالسجن لمدة 27 شهرا في البداية ثم 30 شهرا. حاول الانتحار مرة في 1937 ولكن تم إنقاذه من الموت من قبل السجان. مات فرخي داخل مستشفى السجن في يوم 18 أكتوبر 1939. وفي وقت لاحق أثناء محاكمة الضباط، تقرر أن فرخي خرج من مستشفى متوفياً وتم استخدام الحقن القاتل عليه. 